# Kathrin Becker (Fußballspielerin)
Kathrin Becker (* 14. Mai 1996 in Ludwigshafen am Rhein) ist eine deutsche Fußballspielerin.

## Karriere

### Vereine
Becker begann beim TuS Niederkirchen mit dem Fußballspielen, spielte bis 2005 für den 1. FC 08 Haßloch, vier Spielzeiten für den SV 05 Meckenheim bevor sie zum 1. FFC 08 Niederkirchen zurückkehrte und 2011 auf Leihbasis für die männliche C-Jugendmannschaft des RW Seebach aktiv war.
Am 29. Mai 2012 verkündete sie ihren Wechsel vom Zweitligisten 1. FFC 08 Niederkirchen zum Bundesligisten SC 07 Bad Neuenahr. Ihr Profi-Debüt gab sie am 6. Oktober 2012 beim 6:0-Sieg über den 1. FC Saarbrücken in der Zweitrundenbegegnung des DFB-Pokal-Wettbewerbs mit ihrer Einwechslung für Leonie Maier in der 62. Minute. Am 21. April 2013 (19. Spieltag) wurde sie beim 4:0-Sieg im Bundesligaheimspiel über den SC Freiburg für Rachel Rinast in der 89. Minute eingewechselt. Nach zwei Bundesliga-Einsätzen und der Insolvenz des SC 07 Bad Neuenahr, wechselte sie im Sommer 2013 gemeinsam mit Mitspielerin Nadine Fols zum 1. FFC 08 Niederkirchen. Becker kehrte damit zu ihren früheren Jugendverein zurück.

### Nationalmannschaft
Am 20. Oktober 2010 wurde Becker erstmals in die U15-Nationalmannschaft des DFB für die beiden Länderspiele gegen die Auswahl Schottlands im Ravenscraig Indoor Football Centre berufen. Ihr Debüt im Nationaltrikot gab sie am 4. November 2010 beim 3:0-Sieg über die Auswahl Schottlands mit Einwechslung für Marie Weidt in der 51. Minute. Vom 20. August 2011 bis 14. Juli 2012 bestritt sie acht Länderspiele für die U16-Nationalmannschaft. Am 15. Mai 2012 berief Anouschka Bernhard sie in den U17-Kader für einen Lehrgang in Barsinghausen. Am 6. Februar 2012 debütierte sie in der U17-Nationalmannschaft, die ein Testspiel gegen die Auswahl der Vereinigten Staaten mit 0:2 verlor.